# 레지던트 이블: 라쿤시티
《레지던트 이블: 라쿤시티》(영어: Resident Evil: Welcome to Raccoon City)는 2021년 공개된 액션공포 영화이다. 영화 《레지던트 이블》 시리즈 리부트 작품이다.

## 줄거리
1980년대, 라쿤 시티 고아원에서 자란 클레어 레드필드는 실험으로 흉측하게 변한 소녀 리사 트레버와 친구가 된다. 리사는 엄브렐라 코퍼레이션의 직원인 윌리엄 버킨 박사의 실험 대상이었고, 클레어는 고아원을 탈출한다. 1998년, 클레어는 라쿤 시티로 돌아오던 중 우연히 교통사고를 목격하고, 이후 이상 증세를 보이는 사람들을 보게 된다. 그녀는 엄브렐라의 음모를 경고하기 위해 오빠 크리스를 찾아가지만, 라쿤 시티 경찰서에서 일하는 크리스는 그녀의 말을 믿지 않는다. 한편, 경찰 특수부대 STARS의 알파팀은 외딴 스펜서 맨션에서 실종된 브라보팀 수색에 나선다. 그곳에서 좀비들을 발견하고, 팀원 중 일부는 죽거나 좀비에게 물린다. 알파팀의 일원인 웨스커는 엄브렐라의 스파이로, 비밀리에 바이러스를 빼내려 한다.
그 사이, 좀비 바이러스는 라쿤 시티 전체로 확산되어 도시가 아수라장이 되고, 클레어는 경찰서에서 레온 케네디와 만난다. 그들은 감옥에 갇힌 기자 벤 베르톨루치를 발견하고, 그에게서 엄브렐라의 진실을 듣게 된다. 감염된 사람들과 좀비 떼가 경찰서를 덮치자, 클레어와 레온은 벤, 경찰서장 아이언스와 함께 고아원으로 피신한다. 고아원 지하에는 엄브렐라의 비밀 연구소가 숨겨져 있었다. 그곳에서 윌리엄 버킨은 가족과 함께 있었고, 웨스커는 버킨에게서 바이러스를 빼앗으려다 버킨의 아내를 죽인다. 웨스커는 질에게 총에 맞고 죽어가면서 엄브렐라가 라쿤 시티를 파괴할 것이라는 사실을 알려준다. 버킨은 스스로 G-바이러스를 주입하고 괴물로 변이한다.
크리스, 질, 클레어, 레온과 버킨의 딸 쉐리는 지하철을 타고 도시를 탈출하려 하지만, 괴물 버킨의 공격으로 열차가 탈선한다. 레온은 로켓 런처로 괴물 버킨을 처치하고, 라쿤 시티는 엄브렐라에 의해 파괴된다. 살아남은 다섯 명은 라쿤 시티를 떠나고, 도시에는 생존자가 없었다는 발표가 나온다. 한편, 죽은 줄 알았던 웨스커는 몸을 회복하고 에이다 웡을 만나게 되면서 이야기가 끝난다.

## 출연진
- 카야 스코델라리오 - 클레어 레드필드 역
  - 릴리 게일 리드 - 어린 클레어 레드필드 역
- 해나 존카먼 - 질 발렌타인 역
- 로비 아멜 - 크리스 레드필드 역
  - 댁스턴 그레이 거즈럴 - 어린 크리스 레드필드 역
- 톰 호퍼 - 앨버트 웨스커 역
- 애번 조기아 - 레온 S. 케네디 역
- 도널 로그 - 브라이언 아이언스 역
- 닐 맥도너 - 윌리엄 버킨 역
- 릴리 가오 - 에이다 웡 역
- 채드 룩 - 리처드 에이킨 역
- 마리나 마세파 - 리사 트레버 역
- 재닛 포터 - 아넷 버킨 역
- 홀리 디 배로스 - 셰리 버킨 역
- 새미 아제로 - 엔리코 마리니 역
- 딜런 테일러 - 케빈 둘리 역
- 네이선 데일스 - 브래드 비커스 역
- 조시 크루더스 - 벤 베르톨루치 역
- 팻 손턴 - 트럭 운전사 역

## 같이 보기
- 비디오 게임을 원작으로 한 영화 목록